# Campeonato Maranhense de Futebol de 1920
O Campeonato Maranhense de Futebol de 1920 foi a 3º edição da divisão principal do campeonato estadual do Maranhão. O campeão foi o Football Athletic que conquistou seu 1º título na história da competição.

## Premiação
| Campeonato Maranhense de 1920         |
| São Luís                              |
| ------------------------------------- |
| Football Athletic Campeão (1º título) |